# بروس ليفينغستون
بروس ليفينغستون (11 مايو 1927 بسيدني في أستراليا - 25 ديسمبر 2014) (بالإنجليزية: Bruce Livingston)‏ هو لاعب كريكت أسترالي.

## وصلات خارجية
- بروس ليفينغستون على موقع إي آس بي آن كريك إنفو (الإنجليزية)